# Thalassoma cupido
Thalassoma cupido là một loài cá biển thuộc chi Thalassoma trong họ Cá bàng chài. Loài cá này được mô tả lần đầu tiên vào năm 1824.

## Từ nguyên
Không rõ hàm ý mà từ định danh của loài cá này, cupido, đề cập đến. Nhiều khả năng, loài này được đặt theo tên của thần tình yêu Cupid, hàm ý đề cập đến màu sắc cơ thể của chúng.

## Phạm vi phân bố và môi trường sống
T. cupido có phạm vi phân bố ở Tây Bắc Thái Bình Dương. Loài này được ghi nhận ở vùng bờ biển của Hàn Quốc và Nhật Bản, trải dài về phía nam đến đảo Đài Loan và quần đảo Ogasawara.
T. cupido sống gần các rạn san hô viền bờ và đá ngầm ở độ sâu được ghi nhận đến ít nhất là 10 m.

## Mô tả
T. cupido có chiều dài cơ thể tối đa được ghi nhận là 20 cm. Như những loài cùng chi, T. cupido là một loài lưỡng tính tiền nữ (protogynous hermaphrodite), nghĩa là tất cả cá con đều phải trải qua giai đoạn trung gian là cá cái trước khi biến đổi hoàn toàn thành cá đực.

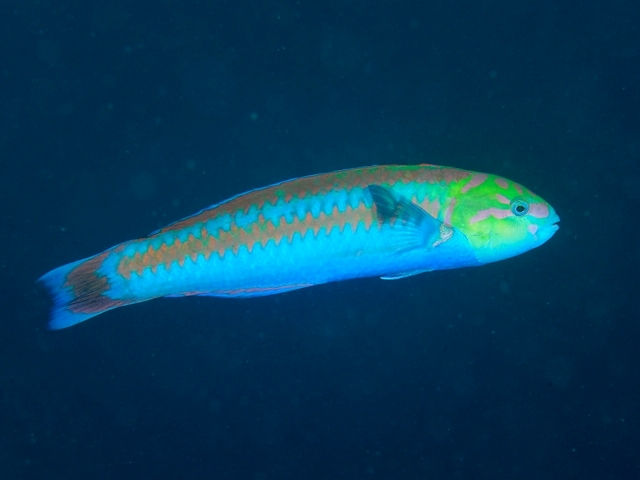
Một cá thể T. cupido

Đặc điểm chung của loài này là hai dải sọc rộng màu đỏ gạch dọc theo toàn bộ chiều dài cơ thể; một dải sọc thứ ba hẹp hơn nằm sau gốc vây ngực, mờ dần về phía sau; đầu cũng có những vệt đốm màu đỏ gạch bao phủ.
Cá cái, cá con gần trưởng thành, cá đực đang trưởng thành có đầu, vây lưng và vây hậu môn màu xanh lục, các vây này cũng có những dải sọc đỏ; vây ngực và vây bụng trong suốt; vùng họng và bụng màu xanh lam nhạt. Vây lưng có đốm đen ở trước (xuất hiện ở cả cá đực trưởng thành hoàn toàn). Thân có màu xanh lục xám. Chóp vây ngực có vệt đen. Đuôi bo tròn, có vệt đen lớn ở trung tâm và một dải sọc đỏ uốn cong hình lưỡi liềm.
Ở cá đực đã trưởng thành, màu xanh lục ở đầu và thân, cũng như ở vây lưng và vây hậu môn chuyển sang màu xanh lam thẫm. Vây ngực cũng ánh màu lam, còn vùng họng và bụng trở nên sẫm màu hơn so với cá cái. Cá con hậu ấu trùng có các đốm đen trên màng vây lưng. Cơ thể có các dải sọc màu đỏ nâu.
T. cupido có kiểu màu sắc rất giống với Thalassoma rueppellii, Thalassoma purpureum, Thalassoma trilobatum, Thalassoma quinquevittatum và Thalassoma heiseri.

## Sinh thái và hành vi

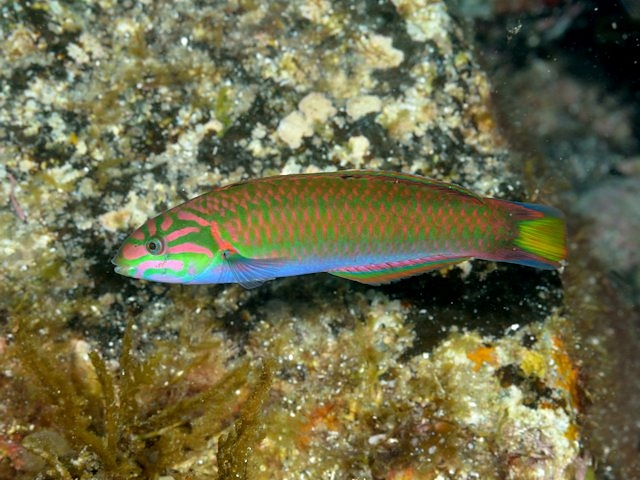
T. lunare × T. cupido

Thức ăn của T. cupido là các loài thủy sinh không xương sống. Cá con ăn những loài giáp xác nhỏ trong các thảm tảo biển, còn cá lớn hơn ăn những con mồi lớn hơn, bao gồm giun biển, động vật có vỏ và những động vật giáp xác cỡ lớn (như cua ẩn sĩ và tôm).
T. cupido gần trưởng thành có thể đóng vai trò là "cá dọn vệ sinh", vì chúng đã được quan sát vài lần là có hành vi dọn vệ sinh cho những loài cá khác.
Các nhà khoa học tiến hành quan sát một nhóm các loài cá bàng chài và cá mó tập trung kiếm ăn trên một rạn san hô. Trong đó, số lượng của T. cupido chiếm ưu thế hơn hẳn những loài còn lại, và bên cạnh đó còn có Labroides dimidiatus, một loài cá dọn vệ sinh phổ biến trong họ Cá bàng chài, cũng có mặt trong nhóm này. Người ta nhận thấy, các cá thể T. cupido tỏ ra không quan tâm với việc được làm vệ sinh, thậm chí, chúng còn né tránh hoặc xua đuổi những loài cá dọn vệ sinh đến gần mình.
Nhiều cá thể lai giữa T. cupido và Thalassoma lunare đã được quan sát và chụp ảnh ở vùng biển Nhật Bản.

### Hành vi sinh sản

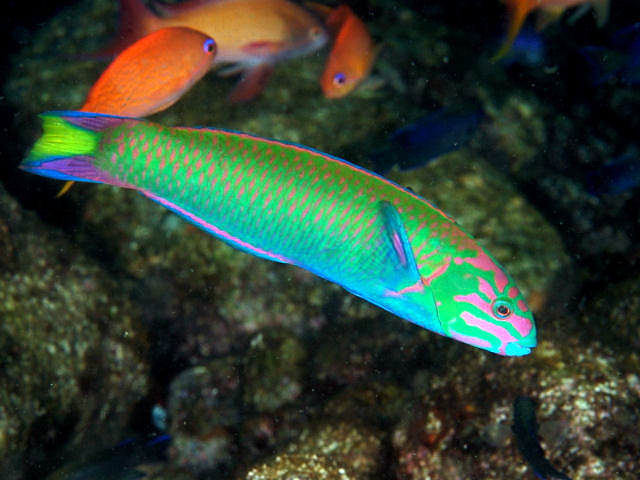
T. lunare × T. cupido

Hành vi sinh sản ở T. cupido bắt đầu với sự xuất hiện của một số lượng lớn các cá thể tập trung tại các rạn san hô. Tại đây chúng bắt đầu tách thành những nhóm nhỏ hơn, mỗi nhóm khoảng 100 cá thể đã được quan sát ở ngoài khơi Nhật Bản. Một vài cá thể nhanh chóng lao lên trên và phóng tinh rồi bơi nhanh trở lại đáy biển.
Trong môi trường thí nghiệm, trứng của T. cupido được ghi nhận là có dạng hình cầu và có thể nổi, với đường kính dao động trong khoảng từ 0,54 đến 0,65 mm.
Sinh sản theo cặp cũng được quan sát ở loài này, diễn ra khi một con cá đực gặp một con cá cái. Cá đực bơi tới bơi lui hoặc bơi theo vòng tròn ở phía trên cá cái, vỗ nhanh vây ngực và đập nhanh vây đuôi. Cá đực lặp lại hành động này cho đến khi cá cái để ý đến cá đực. Thường thì cá cái nằm gần như bất động trong đám tảo, chỉ có đầu nhô ra ngoài cho đến khi bơi lên khỏi đó để đẻ trứng.

## Thương mại
Ở Đài Loan, T. cupido được xem là một loại cá thực phẩm và cũng được đánh bắt nhằm mục đích buôn bán cá cảnh.

### Trích dẫn
- Jack T. Moyer (1974). "Notes on the reproductive behavior of the wrasse Thalassoma cupido". Japanese Journal Ichthyology. Quyển 21 số 1. tr. 34–36.
- Tetsuo Kuwamura (1976). "Different responses of inshore fishes to the cleaning wrasse, Labroides dimidiatus, as observed in Sirahama" (PDF). Publications of the Seto Marine Biological Laboratory. Quyển 23. tr. 119–144.[liên kết hỏng]
- Katherine A. Meyer (1977). "Reproductive behavior and patterns of sexuality in the Japanese labrid fish Thalassoma cupido". Japanese Journal Ichthyology. Quyển 24 số 2. tr. 101–112.
- G. Bernardi; G. Bucciarelli; D. Costagliola; D. R. Robertson; J. B. Heiser (2004). "Evolution of coral reef fish Thalassoma spp. (Labridae). 1. Molecular phylogeny and biogeography" (PDF). Marine Biology. Quyển 144. tr. 369–375.